# Limba zazaki

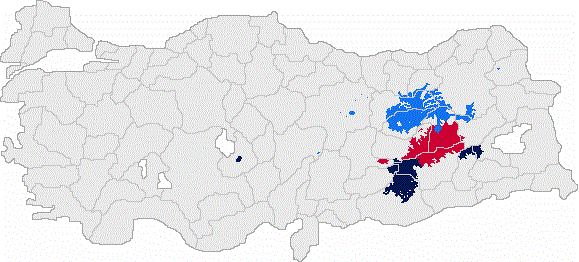
Regiunile unde zazaki este vorbită în Turcia.

Limba zazaki, de asemenea denumită și Zazaki, Kirmanjki, Kirdki sau Dimli, este o limbă indo-europeană vorbită în principal în estul Turciei de către comunitatea Zaza. Zazaki are multe aspecte (precum cele structurale sau de vocabular) comune cu ale limbii gorani. De asemenea, este similară cu limba talyshi și cu alte limbi caspice.  Conform Ethnologue, numărul vorbitorilor variază între 1,5 și 2,5 milioane (incluzând toate dialectele).